# Fritz Leandré
Fritz Leandré (13 de marzo de 1948-3 de enero de 2005) fue un futbolista haitiano que jugaba como delantero. Jugó con el Racing Club Haïtien.

## Selección nacional
Vistió la camiseta de Haití, participando en el Mundial de Alemania 1974, disputando uno de los tres partidos disputados por su selección. El partido se remonta al 23 de junio, en la derrota por 4-1 ante Argentina.

### Participaciones en Copas del Mundo
| Mundial                        | Sede     | Resultado    |
| ------------------------------ | -------- | ------------ |
| Copa Mundial de Fútbol de 1974 | Alemania | Primera fase |

## Palmarés

### Títulos nacionales
| Título        | Equipo              | País  | Año  |
| ------------- | ------------------- | ----- | ---- |
| Liga Nacional | Racing Club Haïtien | Haití | 1969 |

### Títulos internacionales
| Título                                | Equipo | Sede  | Año  |
| ------------------------------------- | ------ | ----- | ---- |
| Campeonato de Naciones de la Concacaf | Haití  | Haití | 1973 |